# Transports en Ille-et-Vilaine
Les transports en Ille-et-Vilaine sont marqués par la place centrale de l'agglomération de Rennes, vers laquelle convergent les principaux axes de transport terrestre du département et qui constitue la principale porte d'entrée de la Bretagne depuis le reste du territoire français. Seul le nord du département échappe un peu à cette logique de réseau en étoile, notamment grâce au port de Saint-Malo et à l'attractivité touristique de la côte.

## Transport routier

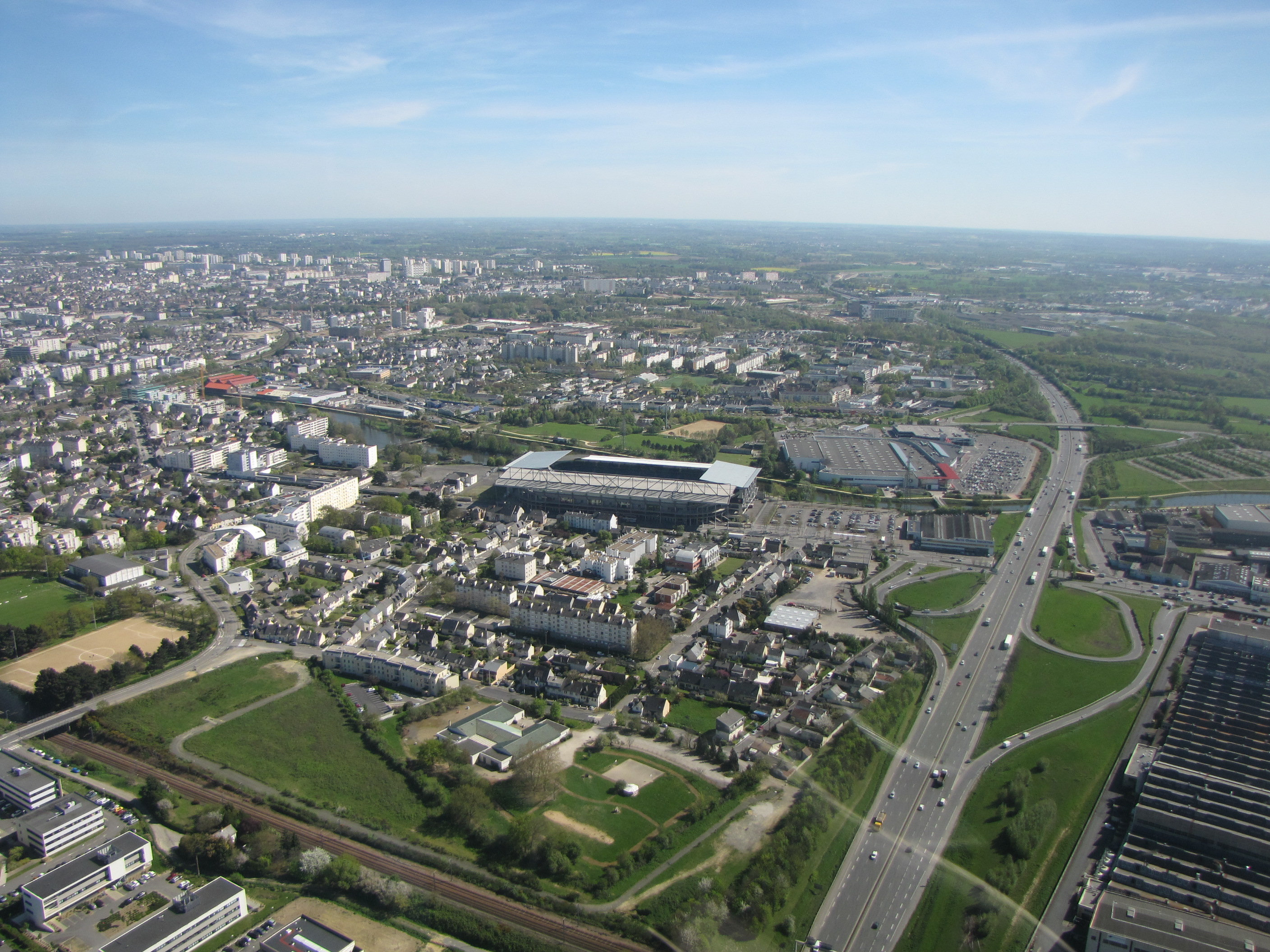
Vue aérienne de la rocade de Rennes.

### Infrastructures routières
L'agglomération de Rennes constitue le cœur du réseau routier d'Ille-et-Vilaine. De la rocade de Rennes, aménagée à 2x2 ou 2x3 voies, rayonnent huit axes à 2x2 ou 2x3 voies, tous d'accès gratuit : dans l'ordre des aiguilles d'une montre :
- l'autoroute A84 vers Fougères, Avranches et la Normandie (seule autoroute située en Bretagne administrative) ;
- la route nationale 157, qui se prolonge au-delà de la frontière de la Mayenne en autoroute A81 vers Laval, Le Mans et Paris ;
- la route départementale 173 vers Janzé, Segré et Angers ;
- la route nationale 137 vers Bain-de-Bretagne, Nantes et le sud-ouest de la France ;
- la route départementale 177 vers Pipriac et Redon ;
- la route nationale 24 vers Ploërmel, Lorient et Vannes ;
- la route nationale 12 vers Montauban-de-Bretagne, Saint-Brieuc et Brest ;
- la route départementale 137 vers Saint-Malo.

Ce dernier axe coupe au niveau de Miniac-Morvan la route nationale 176, seule voie transversale importante, qui relie la Normandie au nord de la Bretagne.
Les axes routiers de l'agglomération rennaise, et en particulier sa rocade, cumulent le trafic d'une métropole en expansion économique et démographique avec des flux traversants importants, Rennes étant un passage obligé vers les côtes bretonnes depuis une grande partie des régions françaises. C'est ainsi que Rennes serait, en septembre 2021, la ville la plus embouteillée de France.

### Transport collectif de voyageurs
L'Ille-et-Vilaine est desservi par le réseau régional de transport routier BreizhGo (anciennement Illenoo), qui exploite 29 lignes commerciales régulières dans le département. Des gares routières sont présentes à Rennes, Saint-Malo et Fougères.

### Covoiturage et autopartage
L'application de covoiturage OuestGo, développée par les collectivités locales bretonnes, est disponible dans le département.

## Transport ferroviaire

### Historique

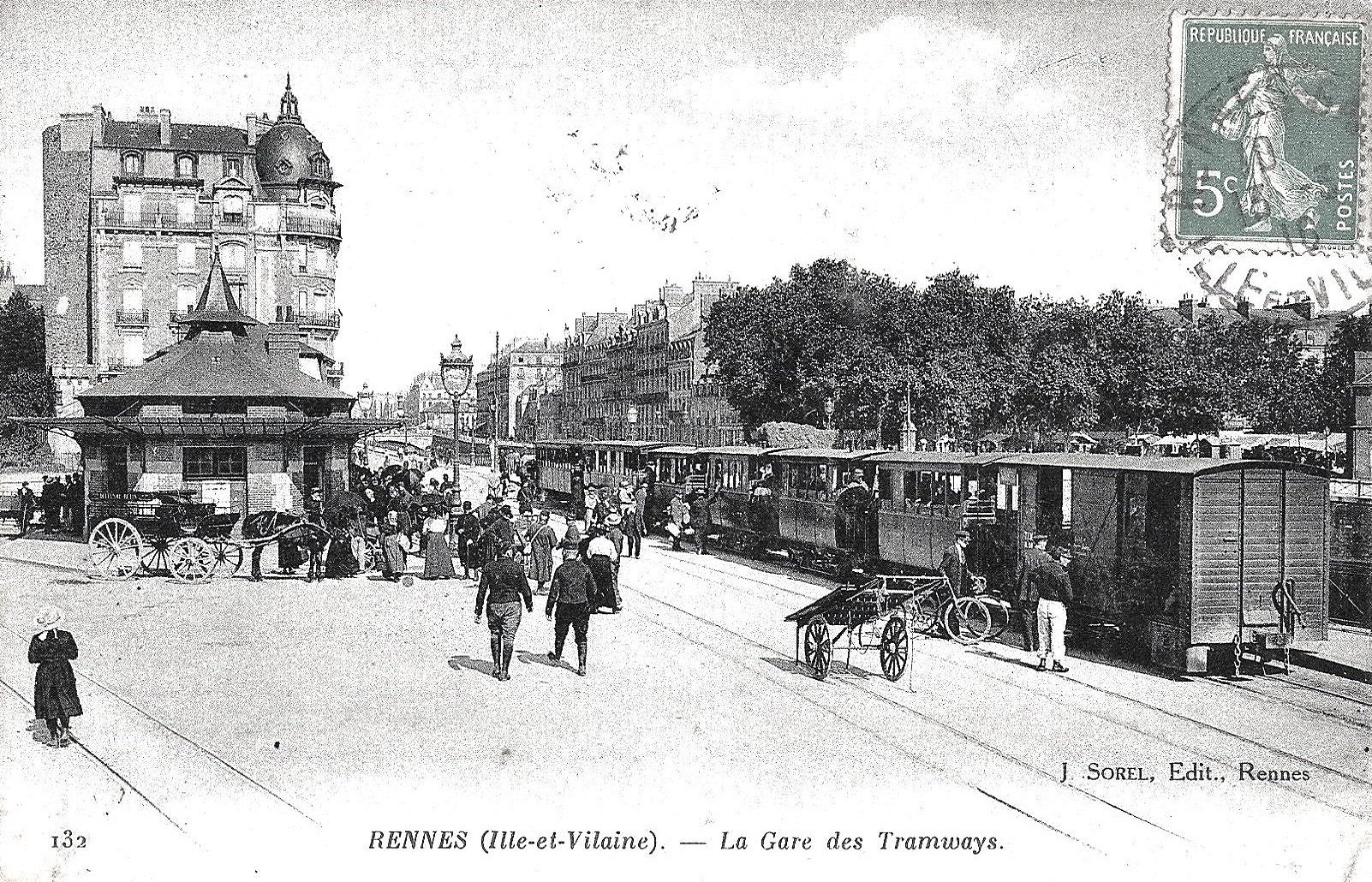
La gare du Mail à Rennes des tramways d'Ille-et-Vilaine en 1916.

La première ligne de chemin de fer du département a atteint Vitré et Rennes en 1857, en provenance de Paris-Montparnasse. Quelques années plus tard, le chemin de fer atteignait Redon, Fougères, Montauban-de-Bretagne, Dol-de-Bretagne et Saint-Malo, entre autres. Le développement du réseau d'intérêt général a été poursuivi jusqu'à la fin du siècle par la Compagnie des chemins de fer de l'Ouest, qui créa plusieurs itinéraires transversaux entre les petites villes du département et les départements voisins. Une grande partie de ces lignes est aujourd'hui fermée.
L'Ille-et-Vilaine a également été desservie à partir de 1897 par un dense réseau de chemins de fer d’intérêt local, exploité par la compagnie des Tramways d'Ille-et-Vilaine. Ce réseau, qui se développait sur plus de 500 km à son apogée, a totalement disparu en 1950.
En 1965, la ligne du Mans à Rennes est électrifiée, en prolongement de la section Paris-Le Mans électrifiée 28 ans. Mais c'est surtout l'arrivée du TGV en 1989 qui va permettre l'amélioration de la desserte du département : Rennes n'est plus qu'à deux heures de Paris, et les lignes de Rennes à Brest et de Rennes à Quimper sont électrifiées pour permettre au TGV de desservir les côtes nord et sud de la Bretagne.
Après l'électrification en 2005 de la ligne de Rennes à Saint-Malo, l'Ille-et-Vilaine voit sa desserte à nouveau améliorée en 2017 par l'ouverture de la LGV Bretagne-Pays de la Loire, qui prolonge la LGV Atlantique jusqu'à Rennes et met l'Ille-et-Vilaine à moins d'1h30 de Paris.
|                                             |
| Le réseau ferroviaire à son apogée en 1930. |

|                                     |
| Le réseau ferroviaire de nos jours. |

|                                                    |
| Carte animée de l’évolution du réseau ferroviaire. |

### Situation actuelle

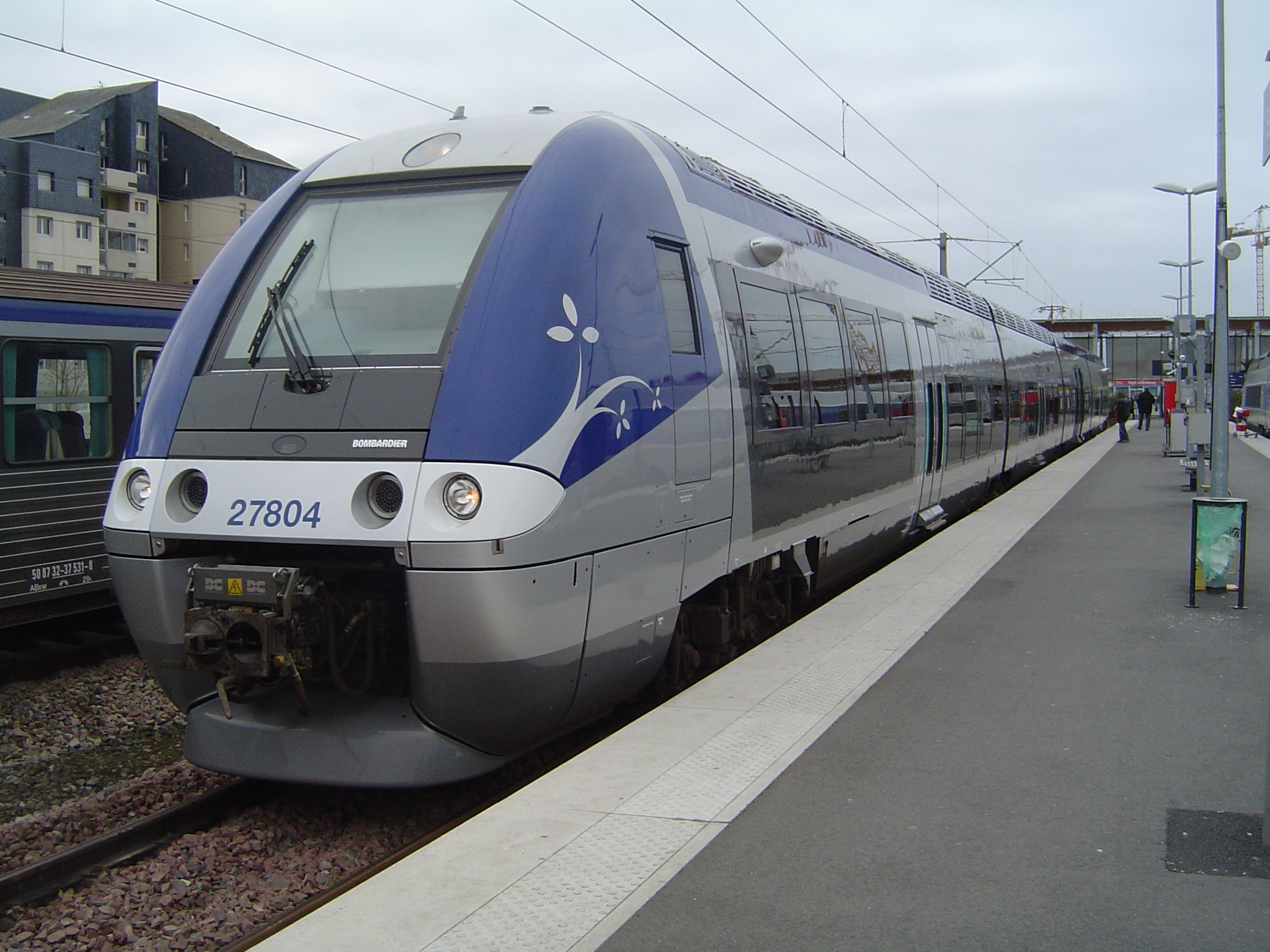
Un train TER Bretagne en gare de Saint-Malo.

La gare de Rennes est, avec plus de 11 000 000 voyageurs en 2019, la plus grande gare d'Ille-et-Vilaine et de la Bretagne administrative. Remaniée pour accompagner l'ouverture de la LGV Bretagne-Pays de la Loire, elle est reliée à Paris-Montparnasse par de nombreux allers-retours quotidiens, et accueille également des TGV directs vers Lille, Bruxelles, Strasbourg, Lyon, Marseille et Montpellier. Le trafic TER est également important, notamment le trafic périurbain au sein de l'aire urbaine de Rennes.
Les autres gares importantes de voyageurs sont celles de Saint-Malo, Vitré et Redon, avec une fréquentation annuelle entre 500 000 et 1 300 000 voyageurs en 2019.
Jusqu'en 2017, les deux axes ferroviaires principaux du département, se croisant à Rennes, étaient la ligne de Paris-Montparnasse à Brest et la ligne de Rennes à Redon, où elle se connecte sur la ligne de Savenay à Landerneau. Ces deux lignes sont parcourues par des trains TGV et TER BreizhGo (TER Bretagne), et relient entre autres Rennes à Laval, Brest, Quimper et Nantes. Depuis 2017, la plupart des TGV ou Ouigo circulent sur la LGV Bretagne-Pays de la Loire.
Comme dans le reste de la Bretagne, le trafic de fret est faible.

## Transport maritime
Le port de Saint-Malo est l'un des principaux ports bretons, à la fois port de commerce, port de voyageurs (ferries vers les îles britanniques) et port de plaisance.

## Transport fluvial

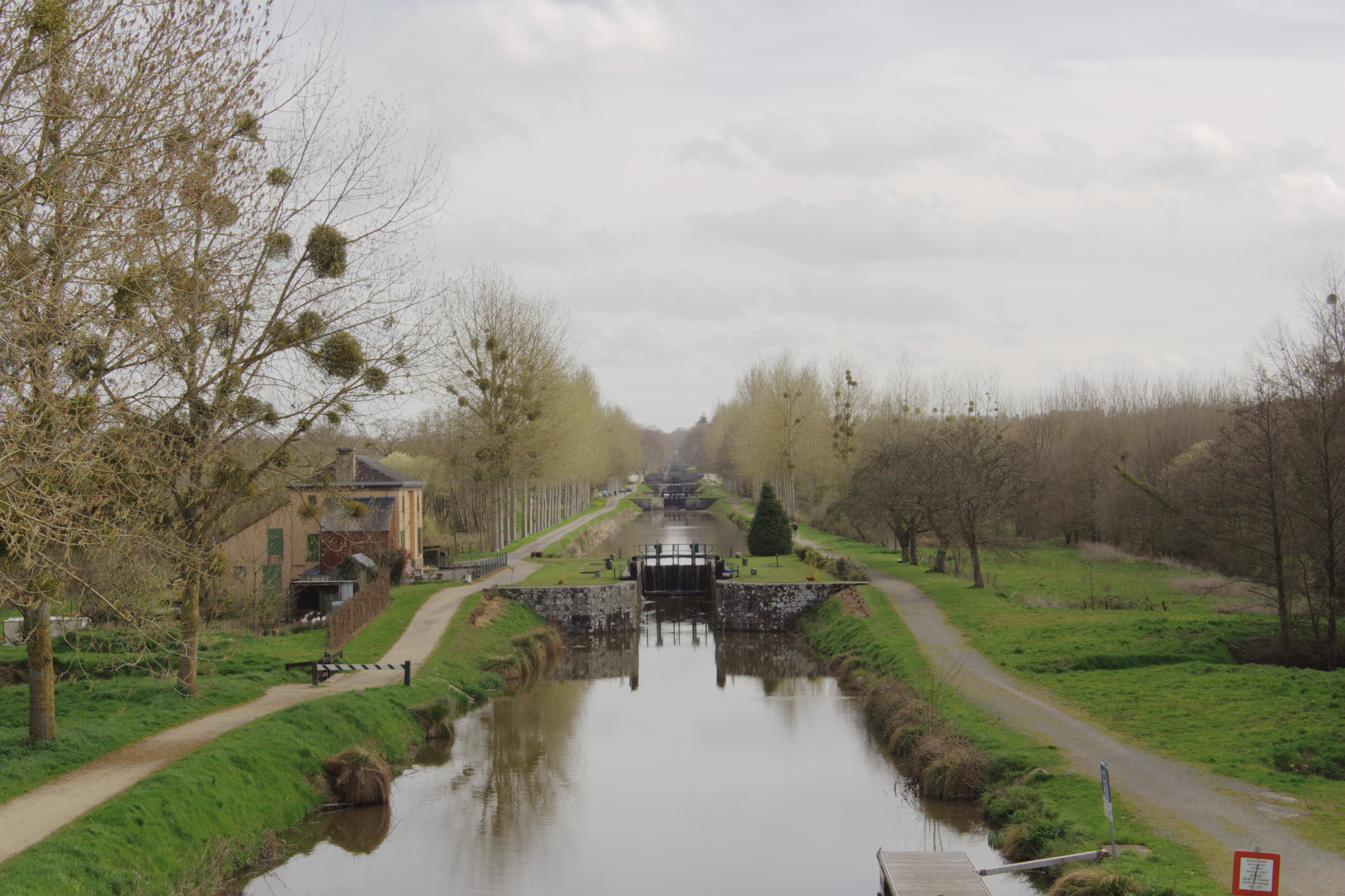
Les écluses de Hédé-Bazouges sur le canal d'Ille-et-Rance.

Le canal d'Ille-et-Rance, qui relie Rennes et Saint-Malo, n'est plus employé que pour de la navigation de plaisance. La Vilaine est navigable entre Rennes et la mer, mais son trafic est modeste. Les deux sont en classe 0 CEMT.

## Transport aérien
L'aéroport de Rennes-Bretagne (ou Rennes-Saint-Jacques) est le principal aéroport du département, relié par des vols réguliers à une quinzaine de destinations en France et en Europe. Il est toutefois moins fréquenté que l'aéroport de Brest-Bretagne et surtout que l'aéroport de Nantes-Atlantique. Le projet d'aéroport du Grand Ouest, sur le site de Notre-Dame-des-Landes (Loire-Atlantique) à 80 km au sud de Rennes, a été abandonné en 2018 après une mobilisation citoyenne et politique inédite.
Le département compte également un aéroport plus secondaire à Saint-Malo-Dinard-Pleurtuit, et un aérodrome à Redon - Bains-sur-Oust.

## Transports en commun urbains et périurbains

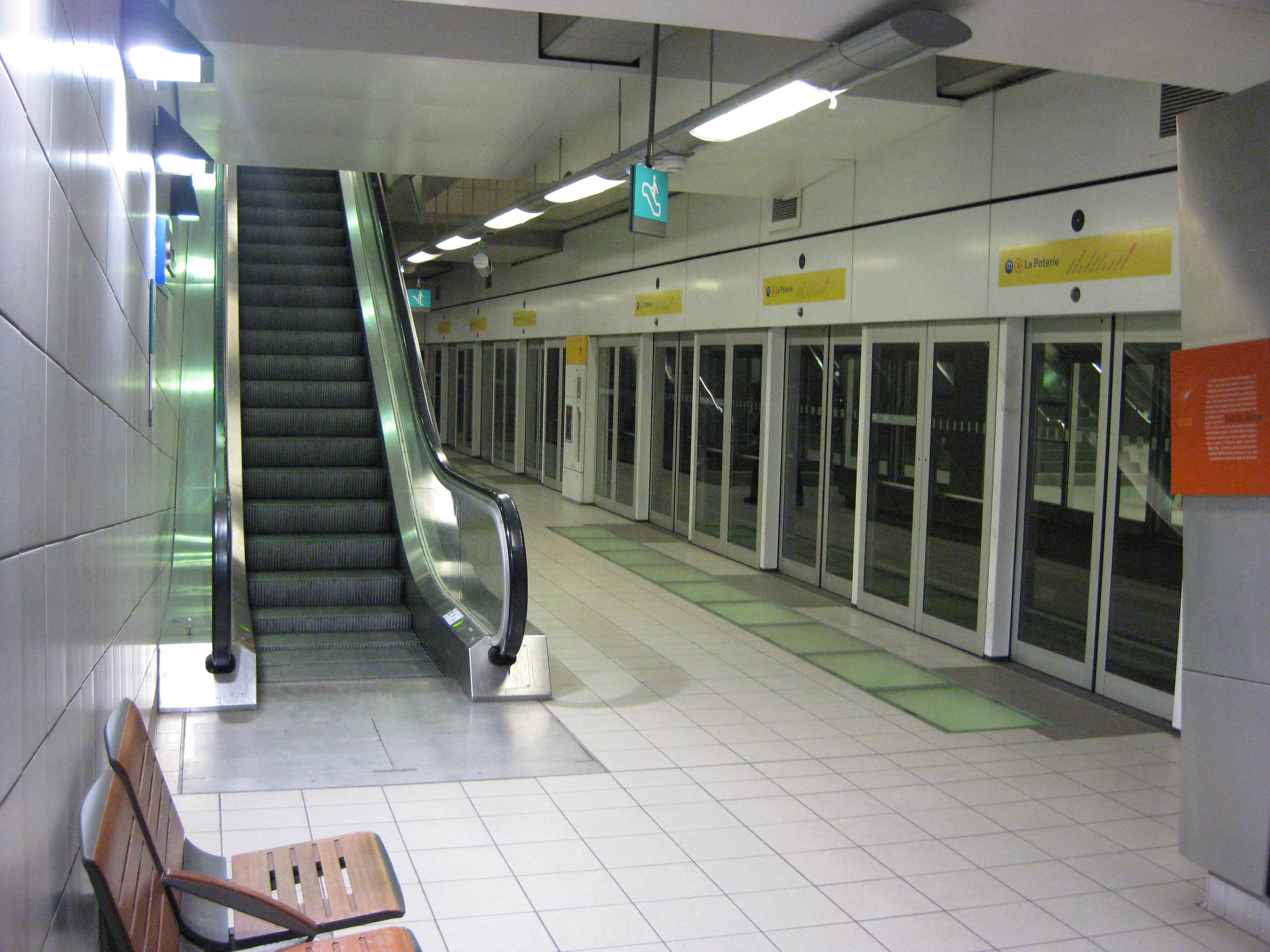
Les quais d'une station du métro de Rennes.

Rennes Métropole, Saint-Malo Agglomération, Vitré Communauté, Fougères Agglomération et Redon Agglomération sont autorités organisatrices de la mobilité sur leur territoire et organisent des services de transport dans leur ressort territorial
Le principal réseau est celui du service des transports en commun de l'agglomération rennaise (STAR). Lors de l'ouverture de la ligne a en 2002, Rennes était la plus petite ville du monde équipée d'un métro, la ligne b ouvre ses portes en 2022. Outre le métro, STAR exploite 149 lignes de bus, du transport à la demande et du transport de personnes handicapées.
Malo Agglo Transport exploite 14 lignes de bus urbaines et périurbaines dans toute l'agglomération. Les réseaux de bus de Vitré, Fougères et Redon sont plus restreints.
Un réseau de tramway électrique desservait Rennes de 1897 à 1952. La région de Saint-Malo était également desservie par les Tramways bretons de 1889 à 1949, ainsi que par le tramway de Rothéneuf et le tramway de Saint-Briac à Dinard.

## Modes actifs
Le département est traversé par plusieurs voies vertes et véloroutes, notamment au schéma national la V42 (Véloroute de la Rance et de la Vilaine, de Tréméreuc (Côtes-d'Armor) à Camoël (Morbihan)), ainsi que par  l'EuroVelo 4. La Régalante, une véloroute parcourant les marches de Bretagne à l'est du département, est inaugurée en 2024. Pour les trajets du quotidien, deux réseaux express vélo coordonnés sont en déploiement depuis 2020 : le REV de Rennes Métropole et Ille-et-Vélo 35 du conseil départemental.
La Fédération française de la randonnée pédestre (FFRP) a balisé 4 sentiers de grande randonnée dans le département : GR 34 (qui longe la côte bretonne), GR 37 (de Vitré à Douarnenez), GR 38 (de Douarnenez à Redon) et GR 39 (du Mont-Saint-Michel à Guérande).